# Elecciones provinciales de Entre Ríos de 2015
Las Elecciones Generales de la Provincia de Entre Ríos 2015 se realizaron el 25 de octubre de 2015. Además de los cargos ejecutivos, se elegirán 17 Senadores y 34 Diputados. Los candidatos surgieron de Elecciones Primarias, Abiertas, Simultáneas y Obligatorias (PASO) que se llevaron a cabo el 9 de agosto de 2015, tras haber alcanzado el 1% de los votos válidos.
Sergio Urribarri, el gobernador incumbente por el oficialista Frente para la Victoria (FpV), no podía presentarse a la reelección al ya haber cumplido dos mandatos, y en su lugar se presentó el intendente de Concordia Gustavo Bordet; quien completó la fórmula fue Adán Bahl, por entonces Ministro de Gobierno y Justicia, Urribarri encabezó la lista diputados provinciales. A pesar del ajustado triunfo del candidato presidencial Mauricio Macri, Bordet resultó elegido con el 42.00% de los votos y una diferencia menor a los 3 puntos con el segundo lugar.
El principal candidato opositor fue Alfredo de Angeli por el frente Cambiemos, uno de los dirigente rurales que había encabezado las manifestaciones agropecuarias en el marco del conflicto entre el Gobierno nacional y el campo, y que luego había sido elegido Senador Nacional por la minoría en las elecciones de 2013, como candidato de una alianza entre el PRO y el Peronismo Disidente; el candidato a vicegobernador fue el exdiputado radical Juan Carlos Lucio Godoy. El tercer puesto lo obtuvo Adrián Fuertes, intendente de Villaguay y candidato de Unidos por una Nueva Alternativa, con el 15.57% de los sufragios, acompañado por el exgobernador durante tres períodos, Jorge Busti. Quien completó la lista de postulantes fue el exdiputado Nacional del Partido Socialista, Lisandro Viale, quien obtuvo el 2.56% por el frente Progresistas que llevaba como candidata presidencial a Margarita Stolbizer.

## Resultados

### Primarias, Abiertas, Simultáneas y Obligatorias (PASO)
El 9 de agosto de 2015 se realizaron las elecciones primarias, abiertas, simultáneas y obligatorias (PASO), para determinar las candidaturas para los cargos electivos provinciales en las elecciones generales de octubre de 2015. De las cinco alianzas inscritas en las elecciones primarias, cuatro lograron obtener el mínimo del 1% de los votos válidos y pasaron a las elecciones generales. 
| Partido/Alianza      | Partido/Alianza         | Interna                               | Fórmula                 | Fórmula                 | Votos     | % (de votos válidos) |
| Partido/Alianza      | Partido/Alianza         | Interna                               | Gobernador              | Vicegobernador          | Votos     | % (de votos válidos) |
| -------------------- | ----------------------- | ------------------------------------- | ----------------------- | ----------------------- | --------- | -------------------- |
|                      | Frente para la Victoria | Frente Justicialista para la Victoria | Gustavo Bordet          | Adán Bahl               | 289.295   | 34,93                |
|                      | Cambiemos               | Unión por Entre Ríos                  | Alfredo De Angeli       | Juan Carlos Lucio Godoy | 238.715   | 28,82                |
|                      | Unión Popular           | UNA Entre Ríos                        | Adrián Federico Fuertes | Jorge Busti             | 104.708   | 12,64                |
|                      | Partido Socialista      | Alternativa Progresista Popular       | Lisandro Viale          | Marina Simón            | 15.503    | 1,87                 |
|                      | Nueva Izquierda         | Lista Unidad                          | Gabriel Geist           | Silvia Alvarenga        | 5.721     | 0,69                 |
| Votos positivos      | Votos positivos         | Votos positivos                       | Votos positivos         | Votos positivos         | 653.942   | 78,21                |
| Votos en blanco      | Votos en blanco         | Votos en blanco                       | Votos en blanco         | Votos en blanco         | 174.225   | 20,84                |
| Votos válidos        | Votos válidos           | Votos válidos                         | Votos válidos           | Votos válidos           | 828.167   | 99,05                |
| Votos nulos          | Votos nulos             | Votos nulos                           | Votos nulos             | Votos nulos             | 7.928     | 0,95                 |
| Participación        | Participación           | Participación                         | Participación           | Participación           | 836.095   | 81,09                |
| Votantes registrados | Votantes registrados    | Votantes registrados                  | Votantes registrados    | Votantes registrados    | 1.031.024 | 100                  |
| Fuente:              |                         |                                       |                         |                         |           |                      |

### Gobernador y vicegobernador
|  | 42,30 % |

|  | 39,43 % |

|  | 15,68 % |

|  | 2,58 % |

|  | 88,28 % |

|  | 11,09 % |

|  | 0,62 % |

|  | 100,00 % |

|  | 84,72 % |

### Cámara de Diputados
| Partido/Alianza                    | Partido/Alianza                    | Votos     | %     | Bancas | Candidatos |
| ---------------------------------- | ---------------------------------- | --------- | ----- | ------ | --- |
|                                    | Frente para la Victoria            | 316.516   | 42,28 | 18/34  | Ver candidatos: 1. Sergio Urribarri 2. Juan José Bahillo 3. José Ángel Allende 4. Miriam Soledad Lambert 5. Gustavo Alfredo Osuna 6. Marcelo Fabián Bisogni 7. Juan Reynaldo Navarro 8. Emilce Mabel del Luján Pross 9. Pedro Ángel Báez 10. Rubén Ángel Vázquez 11. Juan Carlos Darrichón 12. Rosario Margarita Romero 13. Silvo Gabriel Valenzuela 14. Daniel Andrés Ruberto 15. Gustavo Raúl Guzmán 16. María del Carmen Toller 17. Diego Lucio Lara 18. Leticia María Angerosa 19. Raúl Alberto Riganti 20. Víctor Hugo Vilhem 21. Luis Edgardo Jakimchuk 22. Ester González 23. Eduardo Alberto Taleb 24. Adolfo Ramón Rigoni 25. Ramón Luis Pérez 26. María Del Rosario Amatti 27. Rodolfo Eduardo Enrique Lobbosco 28. Facundo Gabriel Welschen 29. Marcelo Daniel Baez 30. Liliana Mara Franchessi 31. Cristhian Jorge Cárpena 32. Mauro Oscar Díaz Chaves 33. Juan Pablo Zacarías 34. Priscila Johanna Spinetti                  |
|                                    | Cambiemos                          | 300.254   | 40,11 | 12/34  | Ver candidatos: 1. Fuad Amado Sosa 2. Esteban Amado Vitor 3. Sergio Omar Kneeteman 4. Rosario Ayelén Acosta 5. Gabriel Mabel Lena 6. Alberto Daniel Rotman 7. José Antonio Artusi 8. Ricardo Antonio Troncoso 9. María Alejandra Viola 10. Martín César Anguiano 11. Jorge Daniel Monge 12. Joaquín La Madrid 13. Pedro Julio Ullua 14. Alicia María Fregonese de Marcuard 15. Sergio Navoni 16. Ricardo Jerónimo Rodríguez 17. María Milagros Turinetto 18. Osvaldo Fernández 19. Miguel Ángel Pusineri 20. Julia Esther Calleros Arrecous 21. América Benítez 22. Roberto Antonio Planes 23. Rosana Mariela Gallinger 24. Juan José Zuluaga 25. Jorge Bernardo Roldán Olivera 26. Rodolfo Fabricio Orcellet 27. Agustín Carlos Raccuglia 28. Claudia Andrea Manfroni 29. Jorge Julián Núñez 30. Rodolfo Argentino Leites 31. Juan Pedro Oilhaborda 32. Leontina Trinidad Gervasoni 33. José Carlos Cáceres 34. Walter Federico Feldkamp |
|                                    | Unión Popular                      | 112.039   | 14,97 | 4/34   | Ver candidatos: 1. Gustavo Marcelo Zavallo 2. Alejandro Bahler 3. María Elena Tassistro 4. Daniel Antonio Koch 5. Mariano Sebastián Navarro 6. Héctor Fabián Ríos 7. Omar Ulises Duerto 8. Nélida Liliana López 9. Arnaldo Aníbal Erpen 10. María Laura Milano 11. Elina Graciela Herdt 12. Gustavo Francisco Bos 13. Mauricio Javier Santa Cruz 14. César Alejandro García 15. Gonzalo Devetter 16. Natalia Verónica De Kimpe 17. José Ricardo Trlin Carelli 18. Ariel Alejandro Sánchez 19. Catalina Piquet Muller 20. José Rosario Sánchez 21. Fabio Javier Akiki 22. Carlos Daniel Gómez 23. Arturo Alejandro Daroqui 24. Sonia Guadalupe Feltes 25. Ceferino Emanuel Llama 26. Pablo Gabriel Rivero 27. Sara Witschi 28. Emilio Rubén Sola 29. Simón Pedro Ghiglione 30. Rosa Mabel Alurralde 31. Ernesto Abella 32. Darío Adolfo Báez 33. Mauricio Sebastián Diorio 34. Luciano Sánchez López                                       |
|                                    | Partido Socialista                 | 19.850    | 2,65  | 0/34   | Ver candidatos: 1. Hugo Barzola 2. Américo Schvartzman 3. Martín Rettore 4. Daniela Jimena Chantal Vera 5. Natalia Andrea Noacco 6. Daniel Gregorio Zabala 7. Patricia Magdalena Ruiz Moreno 8. María Gabriela Gonzales 9. Nadia Monte 10. Jorge Rubén Díaz 11. Carlos Godoy 12. Rosa Catalina Laureiro 13. Enrique Carot 14. Juan Pablo Scattini 15. María Tissera 16. Héctor Leandro Gillig 17. Mario Raúl Den Dauw 18. Clara Delicia Quirolo 19. Daniela Elisa Evequoz 20. Gervasio Viola 21. Alexis Luján López 22. Florencia Rocío Poerio 23. Marcelo Olivieri 24. César Daniel Salomón 25. Yolanda Ester Vera 26. Eduardo Jorge Decurgez 27. Paulo Andrés González 28. Guillermo Lugrin 29. Leticia Silvina Cívico 30. Cristian Diego Hugo Degraf 31. Roberto José Garnier 32. Adriana Trippi 33. Emiliano Rodríguez 34. Roberto Marcelo Reynoso                                                                                    |
|                                    |                                    |           |       |        | |
| Votos positivos                    | Votos positivos                    | 748.659   | 85,80 |        | |
| Votos en blanco                    | Votos en blanco                    | 118.440   | 13,57 |        | |
| Votos anulados                     | Votos anulados                     | 5.486     | 0,63  |        | |
| Total de votos                     | Total de votos                     | 872.585   | 100   |        | |
| Votantes registrados/participación | Votantes registrados/participación | 1.031.024 | 84,72 |        | |
| Fuente:                            |                                    |           |       |        | |

### Cámara de Senadores
| Partido/Alianza                    | Partido/Alianza                    | Votos     | %     | Bancas |
| ---------------------------------- | ---------------------------------- | --------- | ----- | ------ |
|                                    | Frente para la Victoria            | 317.255   | 42,15 | 8/17   |
|                                    | Cambiemos                          | 303.650   | 40,34 | 8/17   |
|                                    | Unión Popular                      | 113.184   | 15,04 | 1/17   |
|                                    | Partido Socialista                 | 16.028    | 2,13  |        |
|                                    | Nueva Izquierda                    | 2.542     | 0,34  |        |
|                                    |                                    |           |       |        |
| Votos positivos                    | Votos positivos                    | 752.659   | 86,34 |        |
| Votos en blanco                    | Votos en blanco                    | 113.685   | 13,04 |        |
| Votos anulados                     | Votos anulados                     | 5.396     | 0,62  |        |
| Total de votos                     | Total de votos                     | 871.740   | 100   |        |
| Votantes registrados/participación | Votantes registrados/participación | 1.031.024 | 84,55 |        |
| Fuente:                            |                                    |           |       |        |

#### Resultados por departamentos
| Colón 1 Senador             | Colón 1 Senador       | Colón 1 Senador         | Colón 1 Senador | Colón 1 Senador |
| Candidato                   | Partido/Alianza       | Partido/Alianza         | Votos           | %               |
| --------------------------- | --------------------- | ----------------------- | --------------- | --------------- |
| Pablo Andrés Canali         |                       | Frente para la Victoria | 19.112          | 52,87           |
| Silvia Carina Nolasco       |                       | Cambiemos               | 11.789          | 32,61           |
| Julio Daniel Roh            |                       | Unión Popular           | 4674            | 12,93           |
| Marta Catalina Uechi        |                       | Partido Socialista      | 572             | 1,58            |
| Votos positivos             | Votos positivos       | Votos positivos         | 36.147          | 81,02           |
| Votos en blanco             | Votos en blanco       | Votos en blanco         | 8.206           | 18,39           |
| Votos nulos                 | Votos nulos           | Votos nulos             | 263             | 0,59            |
| Participación               | Participación         | Participación           | 44.616          | 84,49           |
| Electores registrados       | Electores registrados | Electores registrados   | 52.808          | 100             |
| Concordia 1 Senador         |                       |                         |                 |                 |
| Candidato                   | Partido/Alianza       | Partido/Alianza         | Votos           | %               |
| Ángel Francisco Giano       |                       | Frente para la Victoria | 48.195          | 50,31           |
| Pedro Federico Merro        |                       | Cambiemos               | 29.244          | 30,52           |
| Héctor Daniel D'Ambros      |                       | Unión Popular           | 18.365          | 19,17           |
| Votos positivos             | Votos positivos       | Votos positivos         | 95.804          | 84,13           |
| Votos en blanco             | Votos en blanco       | Votos en blanco         | 17.286          | 15,18           |
| Votos nulos                 | Votos nulos           | Votos nulos             | 788             | 0,69            |
| Participación               | Participación         | Participación           | 113.878         | 84,25           |
| Electores registrados       | Electores registrados | Electores registrados   | 135.161         | 100             |
| Diamante 1 Senador          |                       |                         |                 |                 |
| Candidato                   | Partido/Alianza       | Partido/Alianza         | Votos           | %               |
| Rogelio Omar Schild         |                       | Cambiemos               | 13.791          | 48,95           |
| Daniel Ernesto Kramer       |                       | Frente para la Victoria | 10.721          | 38,05           |
| Héctor Luis Martínez        |                       | Unión Popular           | 3.101           | 11,01           |
| María Fernanda Amezaga      |                       | Partido Socialista      | 562             | 1,99            |
| Votos positivos             | Votos positivos       | Votos positivos         | 28.175          | 87,69           |
| Votos en blanco             | Votos en blanco       | Votos en blanco         | 3.767           | 11,72           |
| Votos nulos                 | Votos nulos           | Votos nulos             | 189             | 0,59            |
| Participación               | Participación         | Participación           | 32.131          | 81,61           |
| Electores registrados       | Electores registrados | Electores registrados   | 39.369          | 100             |
| Federación 1 Senador        |                       |                         |                 |                 |
| Candidato                   | Partido/Alianza       | Partido/Alianza         | Votos           | %               |
| Miguel David Piana          |                       | Cambiemos               | 24.179          | 55,43           |
| María Angélica Guerra       |                       | Frente para la Victoria | 16.981          | 38,93           |
| María Elena Borgo           |                       | Unión Popular           | 2.457           | 5,63            |
| Votos positivos             | Votos positivos       | Votos positivos         | 43.617          | 89,85           |
| Votos en blanco             | Votos en blanco       | Votos en blanco         | 4.650           | 9,58            |
| Votos nulos                 | Votos nulos           | Votos nulos             | 276             | 0,57            |
| Participación               | Participación         | Participación           | 48.543          | 86,69           |
| Electores registrados       | Electores registrados | Electores registrados   | 55.993          | 100             |
| Federal 1 Senador           |                       |                         |                 |                 |
| Candidato                   | Partido/Alianza       | Partido/Alianza         | Votos           | %               |
| Nancy Susana Miranda        |                       | Frente para la Victoria | 9.391           | 55,55           |
| Augusto Francisco Arangui   |                       | Cambiemos               | 7.191           | 42,54           |
| Carla Noemí G. Gómez        |                       | Unión Popular           | 322             | 1,90            |
| Votos positivos             | Votos positivos       | Votos positivos         | 16.904          | 89,90           |
| Votos en blanco             | Votos en blanco       | Votos en blanco         | 1.830           | 9,73            |
| Votos nulos                 | Votos nulos           | Votos nulos             | 69              | 0,37            |
| Participación               | Participación         | Participación           | 18.803          | 85,97           |
| Electores registrados       | Electores registrados | Electores registrados   | 21.871          | 100             |
| Feliciano 1 Senador         |                       |                         |                 |                 |
| Candidato                   | Partido/Alianza       | Partido/Alianza         | Votos           | %               |
| Osvaldo Claudio Viano       |                       | Frente para la Victoria | 4.738           | 54,13           |
| José Luis Giménez           |                       | Cambiemos               | 2.252           | 25,73           |
| Gustavo Ernesto Bovi        |                       | Unión Popular           | 1.763           | 20,14           |
| Votos positivos             | Votos positivos       | Votos positivos         | 8.753           | 86,82           |
| Votos en blanco             | Votos en blanco       | Votos en blanco         | 1.268           | 12,58           |
| Votos nulos                 | Votos nulos           | Votos nulos             | 61              | 0,61            |
| Participación               | Participación         | Participación           | 10.082          | 81,77           |
| Electores registrados       | Electores registrados | Electores registrados   | 12.329          | 100             |
| Gualeguay 1 Senador         |                       |                         |                 |                 |
| Candidato                   | Partido/Alianza       | Partido/Alianza         | Votos           | %               |
| Francisco Alejandro Morchio |                       | Cambiemos               | 16.722          | 52,88           |
| Luis Alberto Erro           |                       | Frente para la Victoria | 12.312          | 38,93           |
| Juan Rogelio Paredes        |                       | Unión Popular           | 2.590           | 8,19            |
| Votos positivos             | Votos positivos       | Votos positivos         | 31.624          | 86,42           |
| Votos en blanco             | Votos en blanco       | Votos en blanco         | 4.791           | 13,09           |
| Votos nulos                 | Votos nulos           | Votos nulos             | 177             | 0,48            |
| Participación               | Participación         | Participación           | 36.592          | 83,56           |
| Electores registrados       | Electores registrados | Electores registrados   | 43.791          | 100             |
| Gualeguaychú 1 Senador      |                       |                         |                 |                 |
| Candidato                   | Partido/Alianza       | Partido/Alianza         | Votos           | %               |
| Nicolás Mattiauda           |                       | Cambiemos               | 27.694          | 40,02           |
| Germán Grané                |                       | Frente para la Victoria | 25.938          | 37,48           |
| Marta Lucia Charadia        |                       | Unión Popular           | 13.474          | 19,47           |
| Marta Magdalena Galante     |                       | Partido Socialista      | 2.091           | 3,02            |
| Votos positivos             | Votos positivos       | Votos positivos         | 69.197          | 87,33           |
| Votos en blanco             | Votos en blanco       | Votos en blanco         | 9.607           | 12,13           |
| Votos nulos                 | Votos nulos           | Votos nulos             | 428             | 0,54            |
| Participación               | Participación         | Participación           | 79.232          | 86,13           |
| Electores registrados       | Electores registrados | Electores registrados   | 91.996          | 100             |
| Islas del Ibicuy 1 Senador  |                       |                         |                 |                 |
| Candidato                   | Partido/Alianza       | Partido/Alianza         | Votos           | %               |
| Daniel Horacio Olano        |                       | Frente para la Victoria | 4.370           | 52,51           |
| José Luis Regalado          |                       | Cambiemos               | 2.838           | 34,10           |
| Gerardo Oscar Gervasoni     |                       | Unión Popular           | 1.115           | 13,40           |
| Votos positivos             | Votos positivos       | Votos positivos         | 8.323           | 90,62           |
| Votos en blanco             | Votos en blanco       | Votos en blanco         | 814             | 8,86            |
| Votos nulos                 | Votos nulos           | Votos nulos             | 48              | 0,52            |
| Participación               | Participación         | Participación           | 9.185           | 85,52           |
| Electores registrados       | Electores registrados | Electores registrados   | 10.740          | 100             |
| La Paz 1 Senador            |                       |                         |                 |                 |
| Candidato                   | Partido/Alianza       | Partido/Alianza         | Votos           | %               |
| Aldo Alberto Ballestena     |                       | Frente para la Victoria | 19.250          | 49,09           |
| José María Varangot         |                       | Cambiemos               | 16.804          | 42,85           |
| Juan Ramón Fleitas          |                       | Unión Popular           | 3.160           | 8,06            |
| Votos positivos             | Votos positivos       | Votos positivos         | 39.214          | 84,02           |
| Votos en blanco             | Votos en blanco       | Votos en blanco         | 7.212           | 15,45           |
| Votos nulos                 | Votos nulos           | Votos nulos             | 248             | 0,53            |
| Participación               | Participación         | Participación           | 46.674          | 84,03           |
| Electores registrados       | Electores registrados | Electores registrados   | 55.545          | 100             |
| Nogoyá 1 Senador            |                       |                         |                 |                 |
| Candidato                   | Partido/Alianza       | Partido/Alianza         | Votos           | %               |
| Beltrán Alberto Lora        |                       | Cambiemos               | 9.657           | 41,43           |
| Faustino Alfredo Schiavoni  |                       | Frente para la Victoria | 9.131           | 39,18           |
| José María Villegas         |                       | Unión Popular           | 3.916           | 16,80           |
| Edgardo Esteban Barzola     |                       | Partido Socialista      | 351             | 1,51            |
| Conrado Valentín Martínez   |                       | Nueva Izquierda         | 252             | 1,08            |
| Votos positivos             | Votos positivos       | Votos positivos         | 23.307          | 84,38           |
| Votos en blanco             | Votos en blanco       | Votos en blanco         | 4.218           | 15,27           |
| Votos nulos                 | Votos nulos           | Votos nulos             | 96              | 0,35            |
| Participación               | Participación         | Participación           | 27.621          | 85,29           |
| Electores registrados       | Electores registrados | Electores registrados   | 32.386          | 100             |
| Paraná 1 Senador            |                       |                         |                 |                 |
| Candidato                   | Partido/Alianza       | Partido/Alianza         | Votos           | %               |
| Raymundo Arturo Kisser      |                       | Cambiemos               | 89.923          | 42,02           |
| José Orlando Cáceres        |                       | Frente para la Victoria | 78.800          | 36,82           |
| Mario Adrián Claria         |                       | Unión Popular           | 33.597          | 15,70           |
| Juan Manuel Alzamendi       |                       | Partido Socialista      | 9.396           | 4,39            |
| Alejandro Mariano de Torres |                       | Nueva Izquierda         | 2.290           | 1,07            |
| Votos positivos             | Votos positivos       | Votos positivos         | 214.006         | 87,55           |
| Votos en blanco             | Votos en blanco       | Votos en blanco         | 28.668          | 11,73           |
| Votos nulos                 | Votos nulos           | Votos nulos             | 1.767           | 0,72            |
| Participación               | Participación         | Participación           | 244.441         | 84,48           |
| Electores registrados       | Electores registrados | Electores registrados   | 289.348         | 100             |
| San Salvador 1 Senador      |                       |                         |                 |                 |
| Candidato                   | Partido/Alianza       | Partido/Alianza         | Votos           | %               |
| Lucas Larrarte              |                       | Frente para la Victoria | 6.250           | 56,96           |
| Mario Alberto Challio       |                       | Cambiemos               | 3.085           | 25,11           |
| Rubén Espinoza              |                       | Unión Popular           | 1.638           | 14,93           |
| Votos positivos             | Votos positivos       | Votos positivos         | 10.973          | 83,57           |
| Votos en blanco             | Votos en blanco       | Votos en blanco         | 2.077           | 15,82           |
| Votos nulos                 | Votos nulos           | Votos nulos             | 81              | 0,62            |
| Participación               | Participación         | Participación           | 13.131          | 86,30           |
| Electores registrados       | Electores registrados | Electores registrados   | 15.216          | 100             |
| Tala 1 Senador              |                       |                         |                 |                 |
| Candidato                   | Partido/Alianza       | Partido/Alianza         | Votos           | %               |
| Héctor Exequiel Blanco      |                       | Cambiemos               | 8.618           | 52,49           |
| Osca Orlando Rossetti       |                       | Frente para la Victoria | 6.972           | 42,47           |
| Néstor Edgardo Martínez     |                       | Unión Popular           | 828             | 5,04            |
| Votos positivos             | Votos positivos       | Votos positivos         | 16.418          | 86,03           |
| Votos en blanco             | Votos en blanco       | Votos en blanco         | 2.546           | 13,34           |
| Votos nulos                 | Votos nulos           | Votos nulos             | 119             | 0,62            |
| Participación               | Participación         | Participación           | 19.083          | 84,10           |
| Electores registrados       | Electores registrados | Electores registrados   | 22.692          | 100             |
| Uruguay 1 Senador           |                       |                         |                 |                 |
| Candidato                   | Partido/Alianza       | Partido/Alianza         | Votos           | %               |
| René Alcides Bonato         |                       | Frente para la Victoria | 26.094          | 43,97           |
| Mario Eraldo López          |                       | Cambiemos               | 21.296          | 35,89           |
| Adriana Alicia de la Cruz   |                       | Unión Popular           | 9.329           | 15,72           |
| Jorge Gaspar Villanova      |                       | Partido Socialista      | 2.624           | 4,42            |
| Votos positivos             | Votos positivos       | Votos positivos         | 59.343          | 84,85           |
| Votos en blanco             | Votos en blanco       | Votos en blanco         | 10.126          | 14,48           |
| Votos nulos                 | Votos nulos           | Votos nulos             | 470             | 0,67            |
| Participación               | Participación         | Participación           | 69.939          | 84,53           |
| Electores registrados       | Electores registrados | Electores registrados   | 82.741          | 100             |
| Victoria 1 Senador          |                       |                         |                 |                 |
| Candidato                   | Partido/Alianza       | Partido/Alianza         | Votos           | %               |
| Roque Ramón Ferrari         |                       | Cambiemos               | 12.329          | 54,36           |
| Rubén Darío Garcilazo       |                       | Frente para la Victoria | 9.046           | 39,88           |
| Carlos Osvaldo Machado      |                       | Unión Popular           | 874             | 3,85            |
| Alfredo Moisés Trosman      |                       | Partido Socialista      | 432             | 1,90            |
| Votos positivos             | Votos positivos       | Votos positivos         | 22.681          | 88,77           |
| Votos en blanco             | Votos en blanco       | Votos en blanco         | 2.744           | 10,74           |
| Votos nulos                 | Votos nulos           | Votos nulos             | 125             | 0,49            |
| Participación               | Participación         | Participación           | 25.550          | 85,87           |
| Electores registrados       | Electores registrados | Electores registrados   | 29.755          | 100             |
| Villaguay 1 Senador         |                       |                         |                 |                 |
| Candidato                   | Partido/Alianza       | Partido/Alianza         | Votos           | %               |
| Mario César Torres          |                       | Unión Popular           | 11.981          | 42,53           |
| Ramón Ignacio Giacomino     |                       | Frente para la Victoria | 9.954           | 35,33           |
| Fernando Rubén Retamar      |                       | Cambiemos               | 6.238           | 22,14           |
| Votos positivos             | Votos positivos       | Votos positivos         | 28.173          | 87,39           |
| Votos en blanco             | Votos en blanco       | Votos en blanco         | 3.875           | 12,02           |
| Votos nulos                 | Votos nulos           | Votos nulos             | 191             | 0,59            |
| Participación               | Participación         | Participación           | 32.239          | 82,07           |
| Electores registrados       | Electores registrados | Electores registrados   | 39.283          | 100             |